# Молодые гражданские добровольцы (1972)
Молодые гражданские добровольцы (англ. Young Citizen Volunteers, сокращённо YCV) — военизированная организация ольстерских лоялистов, молодёжное крыло Ольстерских добровольческих сил. Своё имя взяла в честь одноимённой организации, появившейся в 1912 году, но при этом непосредственно не является её правопреемницей. Символом Добровольцев является трилистник, увенчанный Ольстерской Красной рукой.

## Образование
Ольстерские добровольческие силы были образованы Гасти Спенсом на Шенкилл-Роуд в 1966 году: группировка занялась поджогами и убийствами лиц иного вероисповедания. В начале 1970-х к ним фактически примкнула группа молодых людей-фанатов футбольного клуба «Линфилд», которые регулярно совершали акты вандализма и дрались с ирландскими националистами. Одним из их лидеров был Билли Хатчинсон, близкий к Ольстерским добровольцам и ставший инициатором образования молодёжного крыла. Вместе с Билли Спенсом Хатчинсон стал набирать добровольцев в новую группу, которая расширилась довольно быстро до больших размеров, а после побега Гасти Спенса из тюрьмы в 1972 году образование Молодых гражданских добровольцев завершилось.

## Деятельность
Молодчики начали свою деятельность с нападений на дома католиков, в окна которых они швырялись коктейлями Молотова. По мнению писателя Тима Пэта Кугана, Молодые гражданские добровольцы не отличались ничем от крыла «Фианна Эйрин» или Молодых ольстерских воинов, поскольку расценивались как военизированные скаутские движения, которые активно вербовали молодых людей. В конце 1974 года глава «Добровольцев» даже стал фактически главнокомандующим Ольстерских добровольцев после конфликта с Кеном Гибсоном. Группа орудовала не только в Белфасте, но и других зонах влияния Ольстерских добровольцев, особенно в Центральном Ольстере, куда вступил лоялист Билли Райт в 14-летнем возрасте. Эдди Киннер, который был лидером и Ольстерских добровольцев, и Прогрессивной унионистской партии, даже наносил инициалы Молодых гражданских добровольцев на школьный рюкзак.
В конце 1974 года Билли Хатчинсон и Томас Уинстон на Фоллз-Роуд убили двух католиков, Майкла Лафграна и Эдди Моргана. На суде обоих признали виновными, а Королевская полиция Ольстера во время представления доказательств открыто заявила, что «Добровольцев» надо расценивать как экстремистов, убивающих исключительно католиков. После осуждения Хатчинсона по движению был нанесён серьёзный удар, но «Добровольцы» продолжили существование.
В 2001 году отец Джек Макки выступил с антивоенным заявлением, сказав, что в средних школах Шенкилла учеников допрашивали по поводу политических убеждений и на этих основаниях исключали: причиной тому служила вражда Ольстерских добровольцев и Западно-Белфастской бригады Ассоциации обороны Ольстера.
В настоящее время флаги Молодых гражданских добровольцев и Коммандос Красной Руки регулярно вывешиваются на всех лоялистских парадах, в том числе и в Белфасте.